# Симфонический оркестр Оулу
Симфонический оркестр Оулу (фин. Oulu Sinfonia) — финский симфонический оркестр, базирующийся в городе Оулу, единственный профессиональный симфонический оркестр в северной Финляндии.
Оркестр был основан в 1937 году, в 1951 получил официальный статус. Среди дирижёров, работавших с оркестром были Ян Сибелиус и Тойво Куула. Симфонический оркестр Оулу выступает в построенном в 1983 году концертном зале, названным именем знаменитого уроженца Оулу — композитора Лееви Мадетойя.